# Ramiro Matos Mendieta
Ramiro Matos Mendieta (Caja, 1936) es un antropólogo y arqueólogo peruano. Ha realizado trabajos arqueológicos en diversas regiones del Perú, tales como Ica, Cañete, Casma, Trujillo, Sullana, Tumbes, Huancavelica, Kotosh, Ancón, Oxapampa, Chanchamayo y el valle del Mantaro. Es fundador de museos de sitio en el interior del Perú y colaborador principal en exhibiciones internacionales dedicadas a la cultura andina.

## Biografía
Nació en Caja, en la provincia de Acobamba del departamento de Huancavelica, siendo sus padres Víctor Matos y Rosalía Mendieta. Cursó su educación primaria en Acobamba y la secundaria en el Colegio Nacional González Vigil de Huanta.
Ingresó a la Facultad de Letras de la Universidad Nacional Mayor de San Marcos donde se graduó de bachiller en 1959 y doctor en 1962. Su tesis de bachillerato trató sobre las «Exploraciones arqueológicas en Huancavelica»; y la de doctorado sobre «La cerámica temprana de Ancón y sus problemas». En 1979 se graduó de licenciado en Etnología y Arqueología.
En la Universidad de San Marcos fue asistente de cátedra de Jorge C. Muelle en 1959; y de Luis E. Valcárcel, de 1961 a 1962. También ejerció como investigador en el Museo de Arqueología y Etnología de San Marcos, de 1961 a 1963.
En 1963 se trasladó a la Universidad Nacional del Centro, en Huancayo, en cuya Facultad de Ciencias Sociales empezó como profesor auxiliar. De 1963 a 1965 fue decano. En 1969 pasó a ser profesor asociado, y en 1970 profesor principal. Durante esta época fue director del proyecto de investigaciones arqueológicas del departamento de Junín.
Luego fue profesor titular de Arqueología Andina en la Universidad de San Marcos, de 1970 a 1988. Fundó la Escuela Profesional de Arqueología en 1975, e impulsó la creación de los gabinetes de Paleozoología y de Tecnología Lítica. Tras una larga carrera docente, mereció finalmente ser nombrado Profesor Emérito de la Universidad de San Marcos.
En 1977 fue secretario del Tercer Congreso Peruano del Hombre y la Cultura Andina.
Ha sido también profesor visitante en la Universidad de Texas en Austin  (1980-1981), Universidad de California en Los Ángeles (1982), Universidad de Bonn (1982-1983), Universidad de Tokio (1984), Universidad de Copenhague (1991-1992), Universidad George Mason en Virginia (1996) y Universidad de Maryland (1999).
Como investigador ha estado asociado a proyectos del Instituto Smithsoniano (1965-1970) y el Museo de Antropología de la Universidad de Míchigan (1974-1989).
En 1980 pasó a ser miembro de número de la Sociedad Peruana de Historia.
En los años 2010 se desempeñaba como curador para América Latina del Museo Nacional del Indio Americano del Instituto Smithsoniano,
 donde en 2015 preparó la exhibición «The Great Inka Road: Engineering an Empire», sobre la red vial incaica o Cápac Ñan, la cual es considerada como una obra máxima de la ingeniería de caminos de la época prehispánica.

## Contribuciones
Sus primeras investigaciones arqueológicas las realizó en Huancavelica (sierra del sur del Perú) y en Ancón y Cañete (costa central del Perú).
En 1963 fue comisionado por el Instituto Nacional de Cultura para trabajar en Piura, donde descubrió el cementerio de Vicús, que había sido previamente saqueada por los huaqueros. Con dicho nombre empezó a conocerse la cultura preinca desarrollada en esa región.
Entre 1964 y 1965 dirigió la limpieza y reconstrucción del sitio arqueológico de Wari-Willka o Huarihuilca, a unos seis kilómetros al sur de la ciudad de Huancayo, donde creó un museo de sitio.
Dirigió el proyecto de investigaciones arqueológicas de Junín, proyecto de gran alcance que dedicó una especial atención a los yacimientos del precerámico y del formativo, aunque también de los siguientes períodos culturales, hasta el período Inca. De este último destacan los asentamientos de Pumpu, Tarmatambo, Chakamarca y Warautambo.
Ha realizado también trabajos de campo en Ecuador, Bolivia, el norte de Chile y el noroeste de Argentina.

## Su posición téorica sobre la ciencia arqueológica
Tiene un concepto amplio de lo que debe ser la ciencia arqueológica, que lo ha expresado así:

«La arqueología debe ser antropológica y menos historicista. Lamentablemente las investigaciones sobre la cultura andina, se han tornado en simples ordenamientos cronológicos o en frías comparaciones tipológicas y en muchos casos en descripciones estériles, quizás sólo con miras a hacer la historia del sitio».

## Publicaciones principales
Es autor de más de 80 publicaciones entre artículos y libros que son utilizados como referencias bibliográficas a nivel mundial. 

### Libros
Solo se mencionan los principales títulos.
- Horizonte temprano en Huancavelica (1958-1959).
- Los Wankas, datos históricos y arqueológicos (1959).
- Wari-Willka, santuario Wanka en el Mantaro (1968).
- A formative period painted pottery complex at Ancon, Peru (1968).
- El camino real Inca y la carretera moderna en Chinchaycocha. Junín.
- Algunas consideraciones sobre el estilo Vicús (1965-1966)
- El período formativo en el valle del Mantaro (1970).
- Ataura: un centro Chavín en el valle del Mantaro (1972).
- Wamali Wakan: Estudio arqueológico de dos aldeas rurales
- La maca: una planta peruana en extinción (1975).
- Prehistoria y ecología humana en las punas de Junín (1976).
- Tendencias en la investigación en la arqueología peruana (1976).
- La agricultura prehispánica en las punas de Junín (1980).
- Pumpu: centro administrativo Inca en la puna de Junín (1994).
- Arqueología Peruana (1970 -1990): algunos comentarios.
- Prehispanic Settlement Patterns in the Upper Mantaro and Tarma Drainages (con Jeffrey Parsons y Charles Hastings, en dos volúmenes, Museo de Antropología, Universidad de Míchigan, 2000), sobre los patrones de asentamiento prehispánico en el Alto Mantaro y Tarma.

Sus artículos y ensayos sobre arqueología andina, etnografía y etnohistoria, han sido publicados en revistas especializadas. También ha realizado la compilación del volumen de Antiguo Perú: espacio y tiempo (1960); y la colección titulada El Hombre y la Cultura Andina, en seis volúmenes (1978-1980).

## Premios y reconocimientos
En el 2015 fue reconocido por el Ministerio de Cultura del Perú como Personalidad Distinguida de la Cultura, por su destacada trayectoria en la investigación arqueológica de la prehistoria andina. 
En 2016 se le concedió el Premio Secretary’s Award, por el Instituto Smithsoniano, por sus estudios dedicados a la red vial incaica.